# عمق (مجموعه اینترنتی)
عمق یک سریال اینترنتی ترکی است که توسط پوهو تی‌وی منتشر شده‌است. قسمت اول فصل اول که به کارگردانی اویگار کوتلو و فیلمنامه آن توسط باشار باشاران نوشته شده‌بود، قرار بود سیزده قسمت به طول انجامد، در تاریخ ۳۰ مارس ۲۰۱۸ منتشر شد.

## داستان
ساهیر (ایلکر کاللی)، مأمور تلاش برای منصرف کردن مردم از ایده خودکشی در یک کلینیک وابسته به ستاد پلیس استانبول، به دلیل پیام کوتاه با مشاوره بیلگه (نسلیهان آتاگول)، دانشمند، مشورت کرد. او همچنین تلاش می‌کند تا به برخی از سؤالات دربارهٔ همسر سابق خود «اکین» (بیراک توزوناتاچ) پاسخ دهد.